# 315

315(삼백십오)는 314보다 크고 316보다 작은 자연수다.

## 수학
- 합성수로, 그 약수는 총 12개다. (1, 3, 5, 7, 9, 15, 21, 35, 45, 63, 105, 315)
  - 315의 진약수의 합은 309이므로, 315는 부족수다.
- {\displaystyle 315=15\times 21=5\times 7\times 9}
  - 연속하는 두 삼각수인 15와 21의 곱으로 나타낼 수 있으며, 이 성질을 지닌 앞의 수는 150, 다음 수는 588이다.
  - 연속하는 세 홀수인 5, 7, 9의 곱으로 나타낼 수 있으며, 이 성질을 지닌 앞의 수는 105, 다음 수는 693이다.
- {\displaystyle 315=3^{2}+9^{2}+15^{2}}
  - 공차가 6인 세 자연수의 제곱합으로 나타낼 수 있는 수다. 이 성질을 지닌 앞의 수는 264, 다음 수는 372이다.
- {\displaystyle 2^{12}-1}은 315로 나누어떨어진다.

## 과학
- NGC 315(영어판): 물고기자리 방향에 있는 타원은하.

## 교통

### 철도
- 수도권 전철 3호선 화정역의 역번호.
- 부산 도시철도 3호선 강서구청역의 역번호.
- 대구 도시철도 3호선 동천역의 역번호.

### 도로
- 고속도로 및 국도
  - 오토루트 315호선(프랑스어판): 프랑스의 고속도로.
  - 일본 315번 국도(일본어판): 야마구치현 슈난시에서 하기시까지 이어지는 일본의 국도.
- 기타 도로
  - 315번 지방도: 경기도 평택시 팽성읍에서 용인시 기흥구까지 이어지는 대한민국의 지방도.
  - 현도 제315호선

## 군사
- U-315(영어판, 독일어판): 제2차 세계 대전에 사용된 나치 독일의 군용 잠수함.

## 문화유산
- 대한민국의 국보 제315호: 문경 봉암사 지증대사탑비
- 대한민국의 보물 제315호: 백지묵서 묘법연화경 권1, 3
- 대한민국의 사적 제315호: 청주 흥덕사지

## 방송
- KT HCN의 카투니토 채널 번호.

## 기타
- 날짜: 3월 15일
  - 3·15 부정선거 (1960년)
- 연도: 315년, 기원전 315년
- ‘최고(最高)’를 뜻하는 일본어 단어 ‘사이코(さいこう)’의 숫자 고로아와세. 315 프로덕션도 여기서 유래했다.